# 泰利施托克山 (阿爾卑斯山脈)
46°44′46″N 9°17′21″E / 46.74620°N 9.28925°E

泰利施托克山（Tällistock），是瑞士的山峰，位於該國東南部，由格勞賓登州負責管轄，屬於阿爾卑斯山脈的一部分，海拔高度2,604米，每年平均降雨量1,929毫米。